# Сарвазян, Армен Паруйрович
Армен Паруйрович Сарвазян  (англ. Armen Sarvazyan; 2 июля 1939) —  основатель и главный научный сотрудник Artann Laboratories, соучредитель SuperSonic Imagine, Medical Tactile, Advanced Tactile Imaging, IBET Inc., внештатный профессор кафедры хирургии медицинской школы Роберта Вуда Джонсона и почетный иностранный профессор физического факультета Московского государственного университета. Иностранный член РАН. 
Внёс фундаментальный вклад в развитие молекулярной акустики биологических соединений. Его исследования парциальной адиабатической сжимаемости биологических молекул позволили выявить закономерности по связи структуры, конформационного состояния и гидратации биополимеров с акустическими характеристиками их водных растворов. 

## Биография
Сарвазян получил степень магистра физики в Московском государственном университете в 1964 году, а также степени кандидата и доктора наук по биофизике в Институте биофизики Российской академии наук в 1969 и 1983 годах соответственно. 
В 1992 году он эмигрировал в США и основал Лабораторию акустических исследований биохимических систем в Ратгерском университете, Нью-Брансуик, Нью-Джерси, США. 
В 1995 году он основал Artann Laboratories, научно-исследовательскую компанию, финансируемую Национальным институтом здравоохранения (NIH), NASA, Департаментом обороны (DoD) и Фондом Билла и Мелинды Гейтс, разрабатывающую биомеханические и ультразвуковые технологии и приборы для лабораторных и клинических применений. 
Сарвазян разработал новые методы медицинской визуализации: тактильную визуализацию и сдвиговую волновую эластографию. Его научные интересы охватывают самые разные области медицинского ультразвука.

## Достижения
Доктор Сарвазян является членом Акустического общества Америки и международным почетным профессором физического факультета Московского государственного университета. Он получил Междисциплинарную серебряную медаль Гельмгольца-Рэлея Акустического общества Америки в 2016 году. Он был удостоен Премии пионера истории медицинского ультразвука от Всемирной федерации ультразвука в медицине и биологии и Американского института ультразвука в медицине, Вашингтон, США, в 1988 году и Премии Рэлея IEEE Ultrasonics, Ferroelectrics, and Frequency Control (UFFC)-Ultrasonics Rayleigh Award 2021 года за инновационный и значимый вклад в область ультразвуковой характеристики тканей и изобретение сдвиговой волновой эластографии.
Имеет более 100 патентов США и международных патентов на ультразвуковые и биомеханические методы и устройства, отредактировал 6 книг и опубликовал более 200 научных работ.